# Margarida Pinto Correia
Maria Margarida Amado Pinto Correia (Lisboa, 30 de abril de 1966) es una actriz, periodista, y presentadora portuguesa.

## Biografía
Es hija de José Manuel Pinto Correia, gran oficial de la Orden de Santiago de la Espada a título póstumo, que se le otorgó el 10 de junio de 1991, y de su mujer Maria Adelaide da Cunha e Vasconcelos de Carvalho Amado, y hermana de Clara Pinto Correia.
Vivió varios años de su infancia en Angola, donde su padre, profesor de Medicina José M. Pinto Correia, fue obligado a cumplir el servicio militar como médico durante la guerra colonial (o guerra de Ultramar de 1961 a 1975).
Realizó su licenciatura en ciencias sociales por el Instituto Superior de Ciencias Sociales y Políticas (ISCSP), de la Universidad Técnica de Lisboa (UTL).
Actualmente desempeña la función de administradora-ejecutiva de la Fundación do Gil, participando en varias campañas de solidaridad. Y también es presentadora de radio, conduciendo el programa "A Idade da Inocência" en la TSF Radio Noticias, diariamente, a partir de las 22.00.
En 1998, se casó con Luís Represas, del cual tienen dos hijos, Nuno (2001) y José (2004) Pinto Correia Represas.

## Obras

### Filmografía

#### Televisión
- 1999 - Docas 2 - varios personajes
- 2000 - Crianças S.O.S - Dra. Rosália (TVI)[5]
- 2002 - Sociedade anónima - Patrícia
- 2002 - O Crime...
- 2004 - Inspector Max - Matilde Silveira
- 2006/2007 - Doce fugitiva - Dra. Elisa (TVI)
- 2007 - Jurado del programa "Cantando e Dançando por um Casamento de Sonho" (TVI)[6]
- 2019 - Onde Está Elisa? - como médica

#### Cine
- 2000 - O Crime ao Pé do Resto do Mundo

### Algunas publicaciones
- margarida pinto Correia. 2010. Oficio: Cycle of Contemporary Art. Editor Sant Casa, Museu Sao Roque, ISBN 9728761732, isbn 9789728761738

- manuel Faria, margarida pinto Correia. 2003. Trovante: por detrás do palco. Vol. 10 de Temas de hoje: Território pessoal. Editor Dom Quixote, 391 pp. ISBN 9722023721, ISBN 9789722023726